# Куриалачери, Томас
Томас Куриалачери (англ. Thomas Kurialacherry, 14 января 1873 года, Чампакулам, Индия — 2 июня 1925 года, Рим, Италия) — католический прелат, епископ Чанганачерри с 30 августа 1911 года по 2 июня 1925 года. Основатель сиро-малабарской женской монашеской конгрегации «Сёстры поклонения Святых Даров».

## Биография
Родился 14 января 1873 года в населённом пункте Чампакулам в сиро-малабарской семье из этнической группы кнанайя. Изучал богословие в Риме в Папской коллегии Конгрегации Пропаганды веры, по окончании которой получил 27 мая 1899 года священническое рукоположении. После возвращения в Индию служил в приходах в населённых пунктах Ченнамкари, Кавалам, Эдатуа и в родной деревне Чампакулам. В 1908 году основал в Эдатуа женскую монашескую конгрегацию «Сёстры поклонения Святых Даров» (Аббревиатуры католических женских монашеских орденов и конгрегаций|SABS]]).
30 августа 1911 года Римский папа Пий X назначил его апостольским викарием сиро-малабарской епархии Чанганачерри и титулярным епископом Пеллы. Его предешесвенник Мэтью Макил был назначен апостольским викарием Коттаяма для пастырского попечения католической этнографической кнанайя. 3 декабря 1911 года состоялось его рукоположение в сан епископа, которое совершил апостольский нунций в Ост-Индии и титулярный архиепископ Тебы Владислав Михал Залеский в сослужении с Епархия Галлеепископом Галле Йозефом ван Ритом и апостольским викарием Эрнакулама Алоизием Парепарамбилом. 15 декабря состоялся обряд введения в должность апостольского викария Чанганачерри.
В 1922 году основал в Чанганачерри колледж «Johannes-Berchmans-College», который позднее стал университетом Керала. В этом университете ежегодно присваивается памятная медаль имени Томаса Куриалачерри лучшему выпускнику-бакалавру. Будучи епископом, придерживался особенного почитания Святейшего Сердца Иисуса и почитания Святых Даров, боролся против пьянства и социальной несправедливости в своей епархии.
21 декабря 1923 года Римский папа Пий XI преобразовал апостольский викариат Чанганачерри и Томас Куриалачерри получил титул «епископ Чанганачерри». Во время своего епископства написал 114 пастырских послания.
В 1925 году отправился в Рим и там внезапно скончался 2 июня этого года. В 1935 году его останки были переданы в собор Чанганачерри, где они хранятся до сих пор. Его останки вскоре стали объектом народного почитания. В 1883 году в архиепархии Чанганачерри начался беатификационный процесс, который успешно завершился на епархиальном уровне в 1991 году. В настоящее ожидается ответ Святого Престола по причислению Томаса Куриалачерри к лику «Слуга Божий».